# Eudokim (Mieszczerski)
Eudokim, imię świeckie Wasilij Iwanowicz Mieszczerski (ur. 20 marca?/1 kwietnia 1869, zm. 1935)
– biskup Rosyjskiego Kościoła Prawosławnego. Drugi zwierzchnik Żywej Cerkwi. 

## Życiorys
Urodził się w rodzinie psalmisty cerkiewnego. W 1894 ukończył Moskiewską Akademię Duchowną. W czasie studiów złożył śluby zakonne przed jej rektorem, archimandrytą Antonim (Chrapowickim). 21 czerwca 1894 został hieromnichem, zaś z początkiem nowego roku szkolnego podjął pracę w seminarium duchownym w Niżnym Nowogrodzie. Po dwóch latach awansował na jego inspektora. W 1898 podniesiony do godności archimandryty i przeniesiony na stanowisko inspektora akademii, której był absolwentem. Od 1902 był jej wykładowcą, a od 1903 – rektorem. 
4 stycznia 1904 miała miejsce jego chirotonia na biskupa wołokołamskiego, wikariusza eparchii moskiewskiej. Po pięciu latach przeniesiony do eparchii tulskiej jako jej wikariusz z tytułem biskupa kaszyrskiego. W 1914 podniesiony do godności arcybiskupiej jako arcybiskup aleucki i północnoamerykański, kierował misją rosyjską w Ameryce Północnej. W 1917 wrócił do Rosji jako delegat na Sobór Lokalny, a wkrótce potem został wybrany arcybiskupem Niżnego Nowogrodu. 
16 czerwca 1922 w liście otwartym, który podpisali również metropolita Sergiusz (Stragorodzki) oraz arcybiskup Serafin (Mieszczeriakow), opowiedział się po stronie ruchu Żywej Cerkwi przeciw patriarsze moskiewskiemu Tichonowi. W nowej strukturze kościelnej otrzymał godność metropolity Odessy 2 listopada 1922. Od 13 kwietnia 1924 w miejsce Antoniego (Granowskiego) przewodniczył Wyższej Radzie Cerkiewnej. Rok wcześniej wybrany przewodniczącym Synodu Żywej Cerkwi. 
Od 1934 pozostawał w stanie spoczynku, zachowując jednak członkostwo w Synodzie. Zmarł 10 maja lub 22 października 1935 jako konsekwentny zwolennik odnowicielstwa. Pochowany w Moskwie na Cmentarzu Wagańskim.